# ヴォルフガング・アルテンブルク

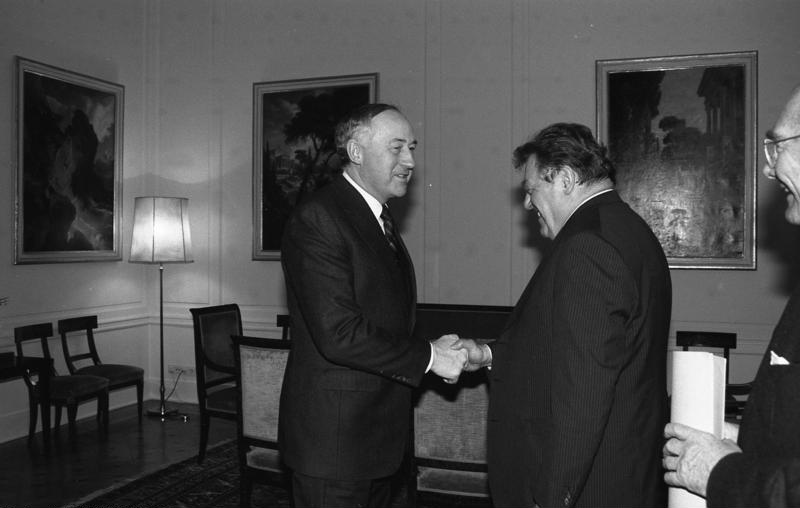
バイエルン州首相フランツ・ヨーゼフ・シュトラウスと会見するアルテンブルク（1987年）

ヴォルフガング・アルテンブルク（独: Wolfgang Altenburg、1928年6月24日 - 2023年1月25日）は、ドイツ（西ドイツ）の軍人。最終階級はドイツ連邦軍大将。1983年から1986年まで連邦軍総監を、1986年から1989年まで北大西洋条約機構（NATO）軍事委員会議長を歴任した。

## 経歴
西プロイセンのシュナイデミュール（現在のポーランド領ピワ）に生まれる。第二次世界大戦中の1944年にヘルゴラント島で海軍補助員の任務に就いた。戦後はブレーメンに住み、食品業の職業訓練を受けた。
1956年にドイツ連邦軍に入営して士官候補生となる。将校教育を受け部隊勤務を積んだ後、ハンブルクの連邦軍大学に学んで参謀教育を受けた。その後国内外（アメリカ合衆国など）での参謀将校としての任務に従事。特に国防省での勤務が多かった。1975年5月から第7装甲擲弾兵旅団長を1976年5月まで務める。1980年から第3軍団長に、1983年に第8代連邦軍総監に就任。1986年に北大西洋条約機構軍事委員会議長に選出され、ブリュッセルのNATO本部に駐在した。1989年に任期を終えた。
ドイツ連邦共和国功労勲章十字星大綬章、アメリカ合衆国レジオン・オブ・メリット勲章、イタリア共和国功労勲章を受章。退役後の1990年からNATOや国内外政府の安全保障諮問機関の顧問を務め、講演やメディアへの出演を続けている。
夫人との間に三児があり、6人の孫がいる。ブレーメン・ノルトに居住していたが、2023年1月25日、死去。94歳没。